# Stenocrepidius simoni
Stenocrepidius simoni – gatunek chrząszcza z rodziny sprężykowatych.
Owad osiąga długość 8,5-9,5 mm.
Jest to brązowy, lekko czerwonawy chrząszcz o jaśniejszych odnóżach i białawym, w miarę długim i gęstym owłosieniu.
Cechuje się on łódkowatym, wklęsłym czołem, którego długość równa się szerokości. Jego przedni brzeg jest zaokrąglony. Czułki składają się z 11 segmentów, z których 2. ma kształt okrągły, a 3. zaś, wydłużony w kształcie, pomimo tego jest krótki. 4. przewyższa poprzedni długością. Żuwaczki są wąskie. Górna warga wąska. Krótkie sety tworzą penicillius. Pronotum szersze, niż dłuższe, umiarkowanie wypukłe.
Przednie skrzydła wypukłe, zwężone w dystalnych dwóch trzecich. Aedagus samca jest krótki i szeroki.
Na goleniach widnieją długie ostrogi. Scutellum o zaokrąglonym tylnym brzegu przyjmuje kształt prawie pentagonalny, jest wydłużone.
Owad występuje w Ameryce Południowej (Wenezuela).